# Cycle thermochimique pour le stockage inter-saisonnier de l'énergie solaire

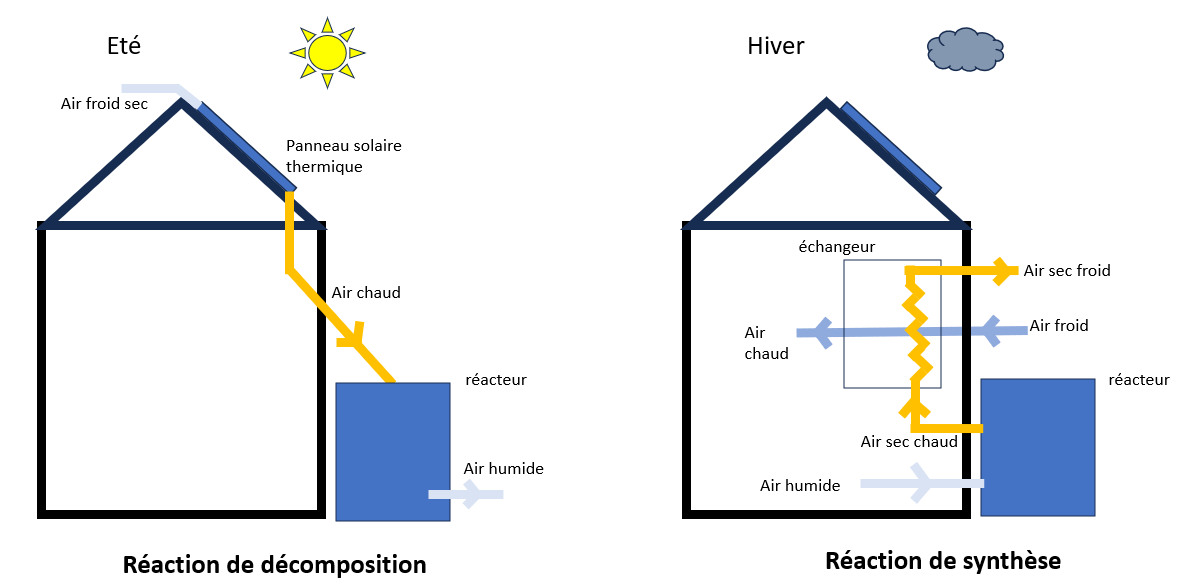
Schéma de fonctionnement du stockage inter-saisonnier, mode été et hiver.

Les cycles thermochimiques, à l'instar de celui pour la production de froid, sont des machines thermodynamiques trithermes servant à stocker de la chaleur sous forme de potentiel chimique. Cela à l'avantage de ne pas engendrer de pertes thermiques dans le temps. En dimensionnant un réacteur thermochimique d'une taille adaptée, le cycle thermochimique pour le stockage intersaisonnier de l'énergie solaire permet alors de pallier le déphasage entre la ressource solaire et son utilisation. Ce stockage pour subvenir aux besoins d'une maison pendant 3 à 6 mois.
La phase de synthèse est effectuée l'hiver (exothermique) tandis que la phase de décomposition a lieu l'été (endothermique). L'énergie d'activation permettant d'effectuer la décomposition provient de la circulation d'air chauffé par des panneaux solaires aérothermiques (80-150°C).
Ce stockage d'énergie est quatre à sept fois plus dense que le stockage par chaleur sensible avec de l'eau liquide subissant une variation de température de 60 °C. Il nécessite néanmoins un volume de stockage non négligeable.
Les réactions mises en jeu dans les réacteurs thermochimiques sont explicitées dans la page Cycle thermochimique pour la production de froid.
Cet article se propose de donner un aperçu des dispositifs expérimentaux existants permettant de valider les hypothèses quant à une future industrialisation du procédé.

## Présentation des dispositifs expérimentaux

### Choix du sel réactif
En raison de la compatibilité avec l'apport de chaleur par énergie solaire, deux couples ont fait l'objet d'études expérimentales: {\displaystyle {\ce {SrBr2 / H2O}}}, {\displaystyle {\ce {MgSO4 /H2O}}}.
La densité de stockage théorique de ce second couple est de {\displaystyle 0,78MWh.m^{-3}}. Cependant, il a été observé que lors de la réaction {\displaystyle {\ce {MgSO4 +7H2O <=> MgSO4.7H2O}}}, la 7ème molécule d'eau est éliminée à des températures de l'ordre de 300°C, réduisant la densité de stockage à {\displaystyle 0,64MWh.m^{-3}}. Aussi, des contraintes particulières peuvent s'opérer selon le sel utilisé. Par exemple, le sulfate de magnésium pure sous forme solide est aggloméré une fois hydraté. Cela agit directement sur les phases de synthèse puisque la perméabilité du gaz est réduite. Une solution à ce problème est de créer un matériau composite à partir d'une zéolithe. Il s'agit d'un minéraux cristallin poreux qui a la capacité, une fois saturé en vapeur d’eau, de contenir une grande quantité de molécules du fait de sa structure. Le composite obtenu est nommé ZM15.
Ces études utilisent des réacteurs thermochimiques à lit fixe,.

### Choix du fluide de travail
L'utilisation de la vapeur d'eau pure comme fluide de travail est étudiée. Cependant, dans les conditions expérimentales, une pression opératoire inférieure à 100 mbar est requise ce qui est contraignant mécaniquement. L'utilisation d'air humide permet de travailler à pression atmosphérique.

## Présentation des composants d'un système à grande échelle
La figure en haut de la page présente les différents fonctionnement de ce système, comprenant une phase de décomposition et de synthèse.
En phase de décomposition, un panneau solaire aérothermique chauffe de l'air extrait de l'extérieur. Celui-ci est dirigé vers le réacteur où il s'agit en source d'activation de la réaction. L'air sortant du réacteur est alors plus humide.
En phase de synthèse, l'air humide est prélevé dans la maison. Celui-ci réagit avec le sel déchargé dans le réacteur ce qui régénère la chaleur de réaction. Celle-ci est utilisée pour chauffer de l'air froid et réchauffer la maison.
Des modules de 5 kg (7 L) peuvent être mis en parallèle pour assurer le volume suffisant. Il est possible de les placer dans le vide sanitaire d'une maison. Un des prototypes expérimentaux a mis en œuvre 500 kg de sel, ce qui représente un dixième de la masse nécessaire dans le cadre d'une application standard.

## Gestion du stockage: charge et décharge
Les besoins en chauffage n'étant pas les mêmes en tout lieus, le dimensionnement du stockage en est impacté. Trois villes témoins, Trappes, Chambéry et Marseille, font l'objet de comparaisons.
Deux mode de conversion de la ressource stockée sont étudiés :
- stockage inter-saisonnier strict (chaleur valorisée en continu pendant la période froide) ;
- stockage inter-saisonnier majoritaire avec décharge lors des pointes de froid.

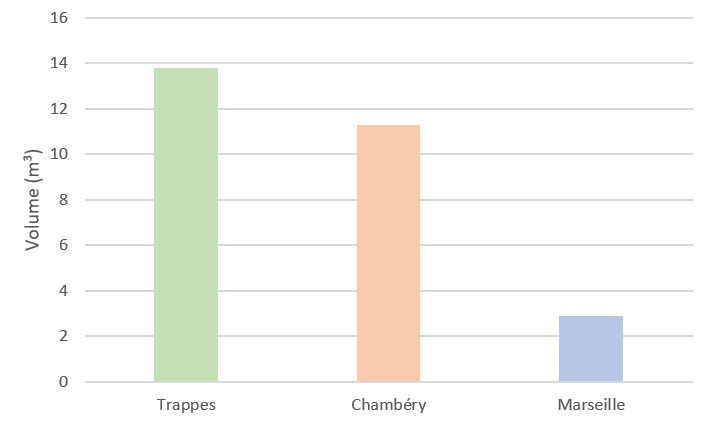
Volume du réacteur thermochimique nécessaire pour subvenir aux besoins en chauffage des 40 jours les plus froids dans trois villes françaises.

Sur la base des données expérimentales d'un module de ZM15, les réacteurs sont dimensionnés pour un stockage strict sur une période comprenant les 40 jours les plus froids de la saison. À Trappes, un volume de 13,8 m3 est requis tandis qu'il est diminué à {\displaystyle 11,3m^{3}} à Chambéry et 2,9 m3 à Marseille.

## Autres applications
Le choix du couple réactif (solide-gaz) est primordial pour mettre en œuvre l'effet utile souhaité. Il dépend de la source thermique disponible. Le fluide de travail est choisi en fonction de ses propriétés thermodynamiques, son coût économique ou sa toxicité.
Les cycles thermochimiques actuellement utilisés sont les suivants :
- cycle thermochimique pour la production de froid ;
- cycle thermochimique à cogénération de froid et d'électricité ;
- cycle thermochimique pour le stockage d'énergie solaire concentrée (section Stockage de l'énergie)